# Teatro dei Coronari

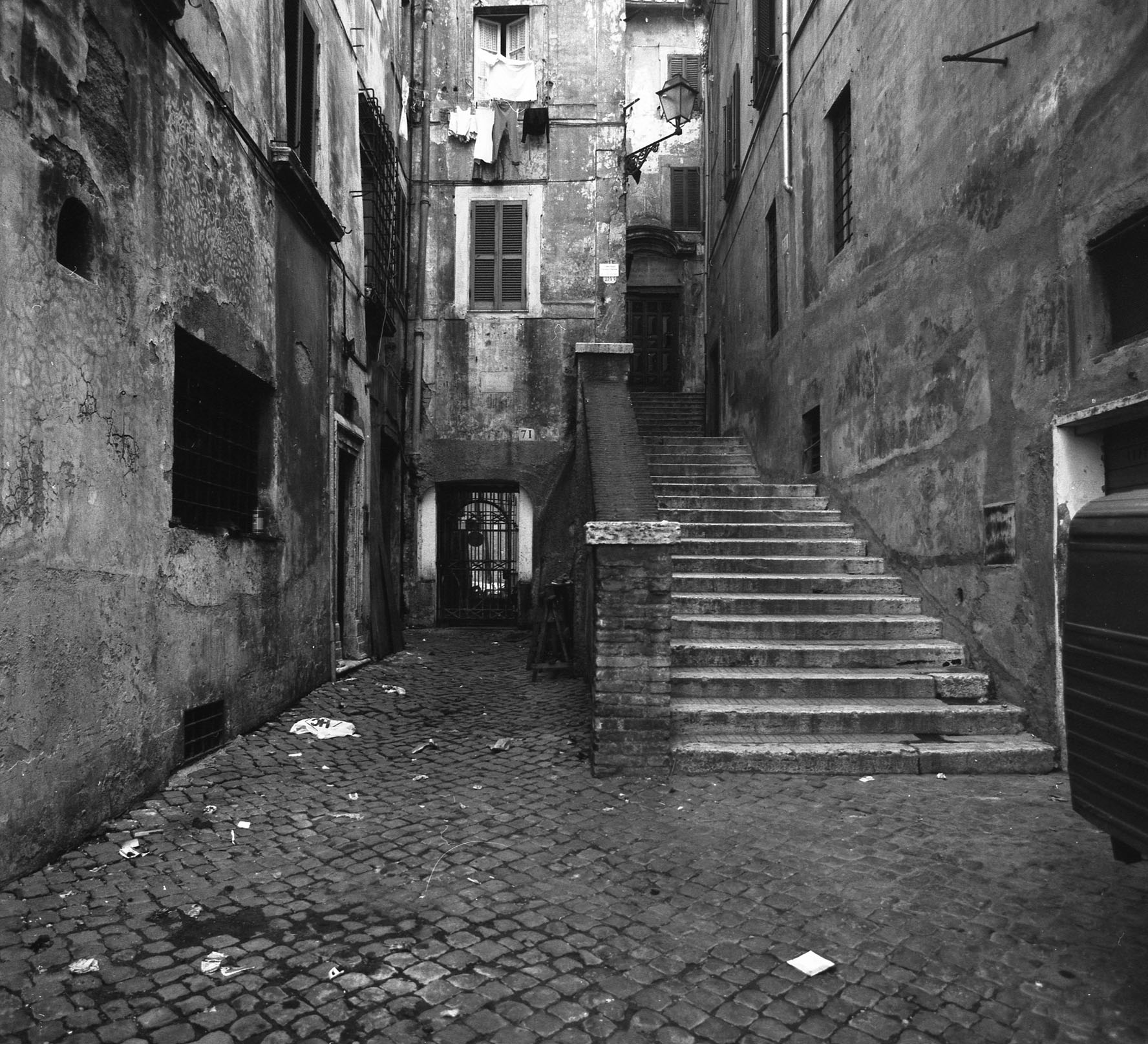
Vicolo di accesso al teatro (1982)

Il Teatro dei Coronari era un teatro situato a Roma, al numero 66 di Via di San Simone, un vicolo cieco che sbocca su Via dei Coronari, nel rione Ponte. Esso occupava la parte meridionale della Chiesa dei Santi Simone e Giuda, sconsacrata nel 1902.
Il teatro oltre alla sala offriva anche la zona ristorante e quella bar. Il teatro ha cessato l'attività nel 2006.

## La storia
Tra gli spettacoli del XX secolo, si ricordano le numerose performanze con la formula "cena + spettacolo" di Gennaro Cannavacciuolo e tra quelli del XXI secolo quelli ad esempio Alcazar - Cafè chantant con l'interpretazione tra gli altri di Patrizia Pellegrino.
Nel 2011 la cantante romana Noemi ha voluto girarvi il video musicale di Poi inventi il modo di cui è anche sceneggiatrice e co-regista insieme a Luca Gregori.
Nel 2016 la cantante Alessandra Amoroso nel video "Vivere a colori" inizia una scena uscendo dal teatro.
Nel maggio 2017 Forza Nuova di Roma ha provato ad occupare il Teatro dei Coronari, ma la polizia ha sgomberato subito gli occupanti.